# Gesta

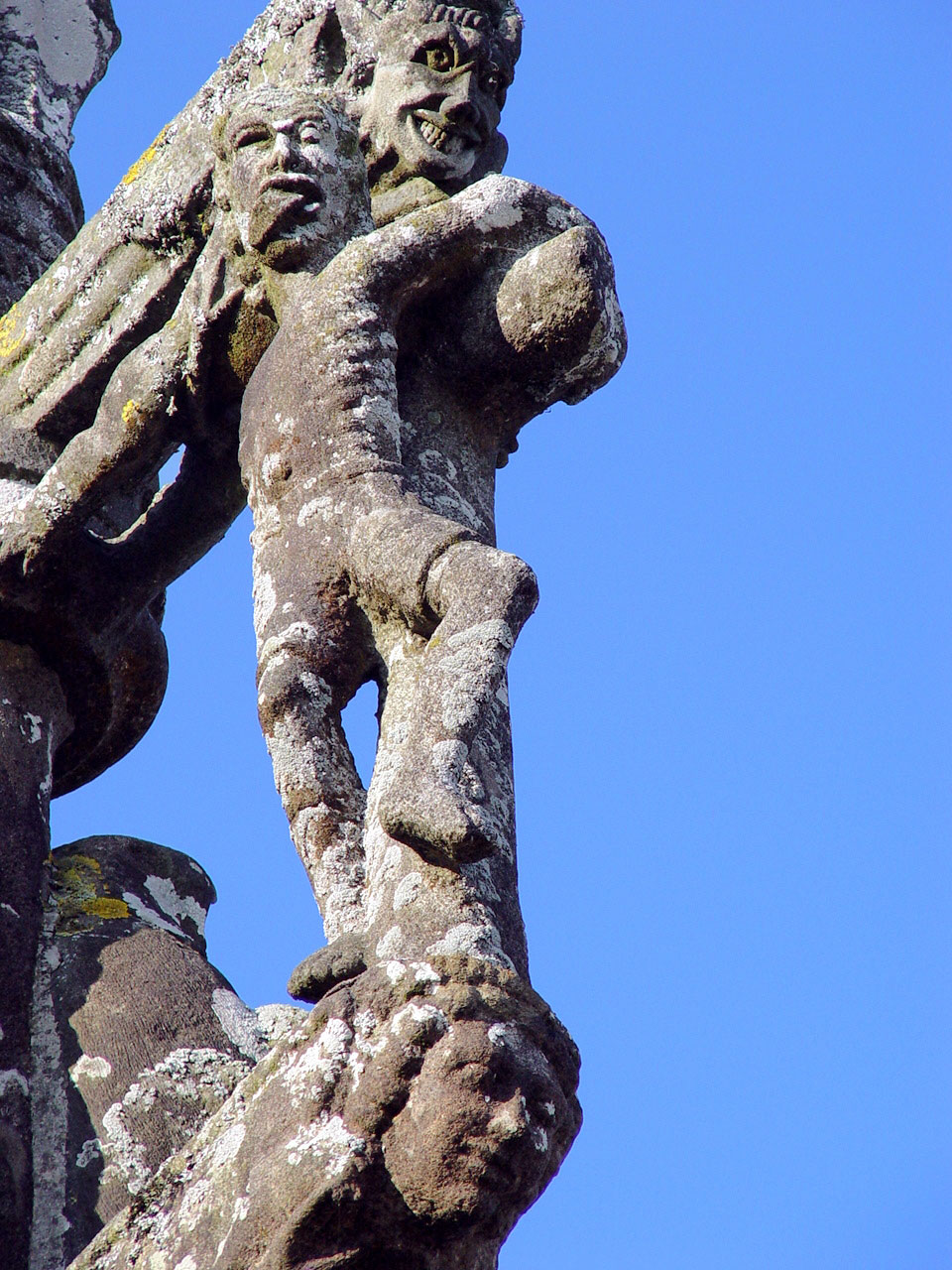
Gesta. Calvario di Le Tréhou.

Gesta, o Gesmas, nome con cui è altrimenti conosciuto il cattivo ladrone nella tradizione apocrifa, è il bandito che ha inveito contro Gesù e al cui fianco fu crocifisso secondo i vangeli canonici. Nei Vangeli apocrifi gli è stato attribuito il nome Gesta, che appare per la prima volta nel Vangelo di Nicodemo, mentre il suo compagno viene chiamato Disma.
Secondo i vangeli canonici, entrambi affiancavano la croce di Gesù, l'uno alla sinistra e l'altro alla destra, ma le tradizioni pie popolari si sono in seguito arricchite con il particolare che Gesta avrebbe fiancheggiato la croce di Gesù a sinistra, mentre Disma lo avrebbe affiancato a destra. Nella Legenda Aurea di Jacopo da Varagine il nome con cui viene altrimenti chiamato è Gesma.
I vangeli non tramandano quale crimine i ladroni avrebbero commesso. Nel Vangelo secondo Marco (15,28) entrambi divengono lo strumento per mezzo del quale si adempie la frase del profeta Isaia: «E fu annoverato tra i malfattori» (Is 53,12).

## Racconto biblico
Si ritiene che la prima versione della storia sia quella nel Vangelo di Marco, di solito datata intorno al 70 d.C. L'autore dice che due banditi furono crocifissi con Gesù, uno su ciascuno lato di lui. I passanti e i sommi sacerdoti deridono Gesù per aver affermato di essere il Messia e tuttavia non essere in grado di salvarsi, e i due crocifissi con lui si uniscono. Alcuni testi includono un riferimento al Libro di Isaia, citandolo come un adempimento della profezia (Isaia 53,12: "Ed egli... fu annoverato tra i trasgressori"). Il Vangelo di Matteo, scritto intorno all'anno 85, ripete gli stessi dettagli. 
Nella versione del Vangelo di Luca, invece, intorno all'80-90, i dettagli sono vari: uno dei banditi (Disma) rimprovera l'altro (Gesta) di aver deriso Gesù, e chiede a Gesù di ricordarlo «quando entrerai nel tuo regno». Gesù risponde promettendogli che sarà con lui quello stesso giorno in Paradiso. La tradizione ha dato a questo bandito il nome di ladro pentito, e all'altro ladro impenitente.
Il Vangelo di Giovanni, che si pensa sia stato scritto intorno al 90–95 d.C., dice anche che Gesù fu crocifisso con altri due, ma in questo racconto non sono descritti e non parlano.